# Гамоцький Віктор Сергійович
Віктор Сергійович Гамоцький (17 травня 1969) — український дипломат. Генеральний консул України в Неаполі.

## Життєпис
Народився 17 травня 1969 року в селі Висока Піч на Житомирщині. У 1993 році закінчив Київський державний університет ім. Т. Г. Шевченка, факультет романо-германської філології. У 2002 р. закінчив Дипломатичну академію України при Міністерстві закордонних справ України.
У 1993—1996 рр. — перекладач-референт українсько-італійського СП «ЕСТ-лтд», спеціаліст I категорії Центрального дипозитарію АТ «Українська фондова біржа».
З 05.1996 по 05.1997 рр. — аташе, третій секретар відділу Південно-Західної Європи Управління Європи та Америки МЗС України.
З 05.1997 по 03.1998 рр. — третій секретар Посольства України в Італії.
З 03.1998 по 10.2000 рр. — другий секретар Посольства України в Італії.
З 12.2000 по 08.2001 рр. — другий секретар відділу Південно-Західної Європи II Територіального управління МЗС України.
З 09.2001 по 08.2002 рр. — слухач Дипломатичної академії при МЗС України.
З 08.2002 по 11.2005 рр. — перший секретар із консульських питань Посольства України в Італії.
З 11.2005 по 12.2005 рр. — перший секретар Другого західноєвропейського відділу Другого територіального департаменту МЗС України.
З 12.2005 по 08.2007 рр. — перший секретар по посаді радника аналітичного відділу Департаменту секретаріату Міністра закордонних справ України.
З 08.2007 по 11.2011 рр. — перший секретар Посольства України в США.
З 11.2011 по 03.2012 рр. — в. о. начальника відділу аналізу та планування Департаменту консульської служби МЗС України.
З 03.2012 по 02.2014 рр. — начальник відділу аналізу та планування Департаменту консульської служби МЗС України.
З 02.2014 по 09.2016 рр. — в.о. заступника, заступник Директора-начальник управління консульської діяльності Департаменту консульської служби МЗС України.
З 2 вересня 2016 — Генеральний консул України в Неаполі.